# فوران
فوران (به انگلیسی: Furan) یک ترکیب آلی حلقوی اکسیژن دار است.
فوران روشن، بی‌رنگ، قابل اشتعال اتر حلقوی مایع با بوی اثیری است. فوران به عنوان یک واسطه در تولید تتراهیدروفوران، پیرول و تیوفن استفاده می‌شود. قرار گرفتن در معرض استنشاق این ماده باعث سوزش چشم و پوست و افسردگی سیستم عصبی مرکزی می‌شود.

## خواص فیزیکی
فوران یک مایع بی‌رنگ روشن با بوی قوی است. نقطه اشتعال زیر ۳۲ ° F. کمتر متراکم تر از آب و نامحلول در آب. بخارات از هوا سنگین تر.

## قابلیت حل
محلول در الکل و اتر
کمی در کلروفرم. بسیار محلول در اتانول، اتر، محلول در استون، بنزن

## خطرات و آسیب‌های فوران(سمیت):
قرار گرفتن کوتاه مدت در معرض فوران: تماس می‌تواند باعث تحریک و سوزاندن پوست و چشم شود. بخارات می‌تواند باعث تحریک دستگاه تنفسی و افسردگی سیستم عصبی مرکزی شود. قرار گرفتن در معرض آن می‌تواند منجربه ادم ریوی، با تأخیر چند ساعت شود که حتی به مرگ ختم شود.
قرار گرفتن در معرض آن موجب سردرد، سرگیجه، تنگی نفس، بیهوشی و خفگی شود. مواجهه شدید با فوران از طریق استنشاق ممکن است به تغییرات هر دو برگشت‌پذیر و برگشت‌ناپذیر باشد. مواجهه شدید با تزریق یا جذب پوستی، و همچنین قرار گرفتن در معرض مزمن، با سمیت بالا همراه است.
قرار گرفتن طولانی در معرض فوران: سرطان زا است. سرطان کبد و آسیب به سلول‌های سفید خون. ممکن است باعث حساسیت پوستی شود و ممکن است به کبد و کلیه‌ها آسیب برساند.